# Китето
Китето е един от петте окръга на регион Маняра в Танзания. Граничи на север с окръг Симанджиро, на изток с регион Танга и с област Додома на юг и запад. Населението му е 244 669 жители (по преброяване от август 2012 г.).
Окръгът е разделен на 15 административни градски райони, наречени шихаи:
- Буагомой
- Донго
- Досидоси
- Енгусеро
- Кибая
- Киджунгу
- Ленгатеи
- Макаме
- Матуи
- Ндедо
- Олболоти
- Партимбо
- Сонгамбеле
- Суня